# Mauricio Arias
Para el futbolista de nombre parecido, véase Mauricio Aros.
Mauricio Antonio Arias González (n. Concepción, Región del Biobío, Chile, 27 de octubre de 1984) es un futbolista chileno que se desempeña como defensor, actualmente juega en el Karketu Dili de la Primera División de Timor Oriental

## Trayectoria

### Inicios en Huachipato
Arias González, a los 20 años, debutó en el Club Deportivo Huachipato de la Primera División de Chile en el año 2004. En 2006 fue cedido al Club Deportivo Ñublense de la Segunda División para adquirir más continuidad.
Al año volvió al club donde se formó, para luego dar un salto de calidad a la elite del fútbol de Chile.

### Carrera en el fútbol chileno
Su mejor año fue el 2008, donde se consagra campeón del Apertura con Everton de Viña del Mar. La Asociación Nacional de Fútbol Profesional de Chile, realizó una gala con los «Mejores del Año 2008» y Arias estuvo postulado entre los mejores defensores.
En el Apertura 2009 vuelve a consagrarse monarca del fútbol chileno, pero esta vez con Universidad de Chile que había adquirido el 50% del pase por cuatro años. Si bien se hizo presente en el equipo con sus habilidades individuales, no le alcanzó para llegar a ser una figura más del plantel. Su nivel era bueno hasta que lo aquejó una grave lesión: se cortó el ligamento de su dedo pulgar. Jugó en 34 partidos, no anotó goles, recibió 9 tarjetas amarillas y 2 rojas.
En el 2010 regresa a Everton, donde solo se mantiene hasta comienzos del 2011. Luego tiene un breve paso por el Club Deportivo O'Higgins aunque no adquirió demasiada continuidad. Por ello, emigra a Audax Italiano a préstamo por un año. Finalmente, luego de una temporada, termina renovando contrato para mantenerse por un año más. A pesar de todo, no tuvo buenos rendimientos en «La máquina verde».

### Fútbol Argentino

#### Nueva Chicago
Para mediados del 2014, es contratado por el Club Atlético Nueva Chicago cuando se encontraba en la segunda división del fútbol argentino debido a que lo pide el entrenador Omar Labruna, quien ya lo había dirigido en Audax Italiano. Disputó 15 partidos sin convertir a lo largo de todo el torneo siendo una pieza fundamental en la defensa de su equipo, que logró el ascenso a la Primera División de Argentina.

#### Talleres de Córdoba
Mauricio Arias es incorporado al Club Atlético Talleres de Córdoba para la disputa de la Primera B nacional.
“La Comisión Directiva informa la incorporación de Mauricio Arias. El defensor nacido en Chile llega desde Nueva Chicago para reforzar la defensa del albiazul en la Temporada 2016”, detalló el sitio web de Talleres.
el 21 de junio de 2016 finalizó su contrato con Club Atlético Talleres de Córdoba:

### Gimnasia y Esgrima de Jujuy
Arias arriba a la ciudad de San Salvador de Jujuy a mitad del año 2016 luego de ascender con el club «Talleres de Córdoba» incorporándose al plantel jujeño. En el mes de diciembre haciendo uso de su cláusula de salida firmó la desvinculación con dicha entidad.

## Selección nacional
Con la selección adulta debutó el 16 de mayo del 2007 ante Cuba en un partido amistoso.

### Partidos internacionales
| 1     | 16 de mayo de 2007 | Estadio Germán Becker, Temuco, Chile | Chile      | 2-0 | Cuba  |   |  | Nelson Acosta | Amistoso |
| Total | Total              | Total                                | Presencias | 1   | Goles | 0 |  |               |          |

| Selección chilena | Selección chilena | Selección chilena |
| Año               | Partidos          | Goles             |
| ----------------- | ----------------- | ----------------- |
| 2007              | 1                 | 0                 |
| Total             | 1                 | 0                 |

## Clubes
| Club                        | País                 | Año       |
| --------------------------- | -------------------- | --------- |
| Huachipato                  | Chile                | 2004      |
| Deportes Arica              | Chile                | 2005      |
| Ñublense                    | Chile                | 2006      |
| Huachipato                  | Chile                | 2007      |
| Everton                     | Chile                | 2008      |
| Universidad de Chile        | Chile                | 2009-2010 |
| Everton                     | Chile                | 2010      |
| O'Higgins                   | Chile                | 2011      |
| Audax Italiano              | Chile                | 2012-2014 |
| Nueva Chicago               | Argentina            | 2014-2015 |
| Talleres de Córdoba         | Argentina            | 2016      |
| Gimnasia y Esgrima de Jujuy | Argentina            | 2016      |
| PNKS FC                     | Malasia              | 2017      |
| Santiago Morning            | Chile                | 2018-2021 |
| Atlético San Cristóbal      | República Dominicana | 2021      |
| Fernández Vial              | Chile                | 2021      |
| Karketu Dili                | Timor Oriental       | 2023      |

## Títulos

### Nacionales/ Internacionales
| Título             | Club                         | País           | Año    |
| ------------------ | ---------------------------- | -------------- | ------ |
| Primera División   | Everton Campeón              | Chile          | 2008-A |
| Primera División   | Universidad de Chile Campeón | Chile          | 2009-A |
| Primera B Nacional | Nueva Chicago Campeón        | Argentina      | 2014   |
| Primera B Nacional | Talleres Campeón             | Argentina      | 2016   |
| Primera División   | Karketu Dili FC Campeón      | Timor Oriental | 2023   |

### Distinciones individuales
| Distinción                                              | Año  |
| ------------------------------------------------------- | ---- |
| Parte del Equipo Ideal de la Revista «El Gráfico» Chile | 2008 |